# Aspledon Undae
Le Aspledon Undae sono una struttura geologica della superficie di Marte.